# Alina Szauczuk
Alina Jauhienjeuna Szauczuk (błr. Аліна Яўгеньеўна Шаўчук; ur. 25 sierpnia 2005) – białoruska zapaśniczka startująca w stylu wolnym. 
Mistrzyni Europy w 2025. Druga na MŚ U-23 w 2023 i trzecia w 2024. Mistrzyni Europy U-23 w 2024. Trzecia na MŚ juniorów w 2023.
Mistrzyni Białorusi w 2024; druga w 2023 roku.